# Anastrangalia laetifica
Anastrangalia laetifica är en skalbaggsart som först beskrevs av Leconte 1859.  Anastrangalia laetifica ingår i släktet Anastrangalia och familjen långhorningar. Inga underarter finns listade i Catalogue of Life.